# Аннемарі Мозер-Прелль
Аннемарі Мозер-Прелль  (нім. Annemarie Moser-Pröll, 27 березня 1953) — австрійська гірськолижниця, олімпійська чемпіонка та медалістка, чотириразова чемпіонка світу, призерка чемпіонатів світу.
Прелль має 62 перемоги в кубку світу, поступаючись за цим показником тільки Лінзі Вонн. Вона 16 разів ставала переможницею кубка світу (6 разів у загальному заліку, 7 разів у швидкісному спуску та тричі в гігантському слаломі). За її часів титули в гірськолижній комбінації не були офіційними, а жіночі змагання з супергіганту почалися лише з 1983 року.  

## Виступи на Олімпіадах
| Олімпіада        | Дисципліна         | Місце  |
| ---------------- | ------------------ | ------ |
| Саппоро 1972     | швидкісний спуск   | 2      |
| Саппоро 1972     | гігантський слалом | 2      |
| Саппоро 1972     | слалом             | 5      |
| Лейк-Плесід 1980 | швидкісний спуск   | 1      |
| Лейк-Плесід 1980 | гігантський слалом | 6      |
| Лейк-Плесід 1980 | слалом             | участь |